# Hôtel de la Houssaye (Châteaubriant)
L'hôtel de la Houssaye est un hôtel particulier situé à Châteaubriant, en France.

## Localisation
L'hôtel particulier est situé sur la commune de Châteaubriant, dans le département de la Loire-Atlantique.

## Historique
Le monument est inscrit au titre des monuments historiques en 1984.